# Turismo na Região Norte do Brasil

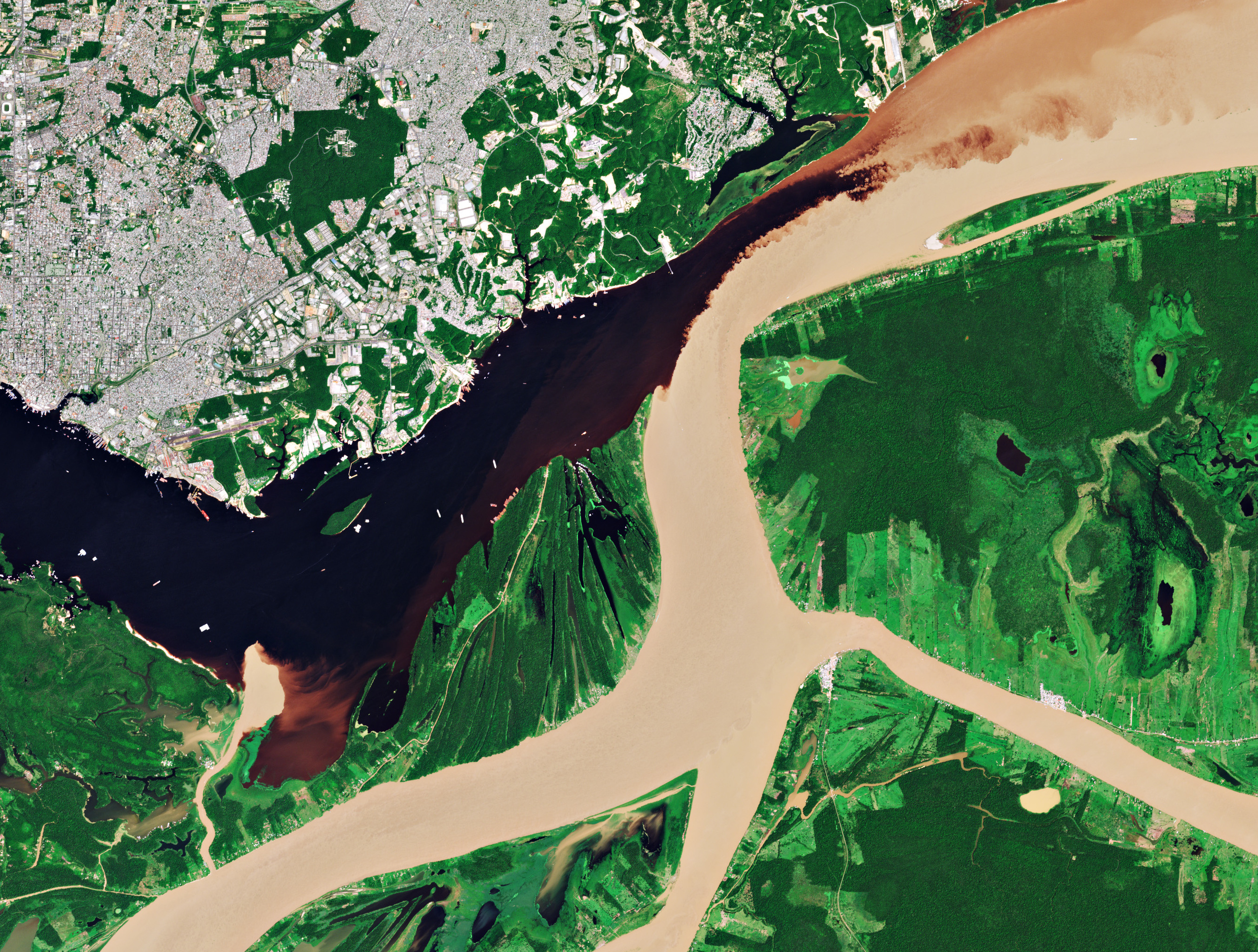
O encontro do rio Solimões [a sul] com o rio Negro [a norte], visto do espaço. Suas águas correm lado-a-lado, sem misturar-se, por vários quilômetros. Às margens do segundo vê-se em branco a cidade de Manaus, encravada na floresta.

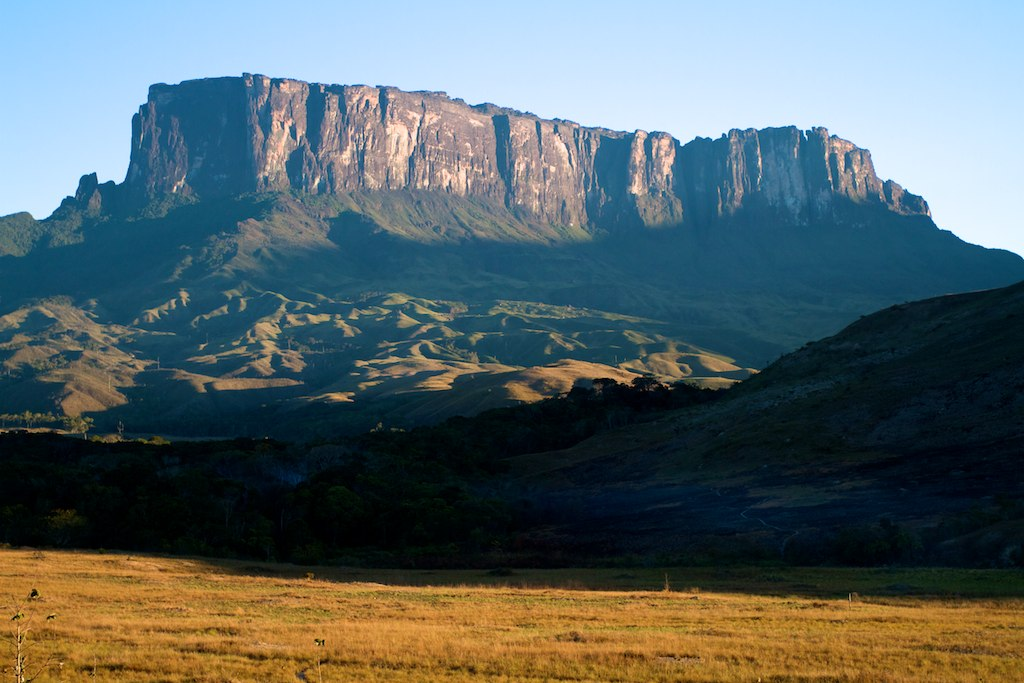
Monte Roraima, no estado homônimo: uma das formações geológicas mais antigas da Terra, com dois bilhões de anos.

A Região Norte do Brasil possui 18,5 milhões de habitantes, a menos populosa do país. Contudo, uma vantagem bem aparente da falta de grandes habitações na região acabou por deixar a região com o seu ecossistema intacto durante mais de 480 anos (a Amazônia foi relatada pela primeira vez em 1541, pelo explorador espanhol Francisco de Orellana, que liderava uma expedição pela região), algo que e responsável por atrair muitos turistas para o norte do brasil, principalmente para passeios ecológicos e fins científicos, o que faz com que a região fature muito nos setores relacionados ao turismo, como o setor de serviços, por exemplo. 
Como parte do recente planejamento de desenvolvimento sustentável, a exploração do turismo cresce a cada dia, havendo junto com esse crescimento uma melhoria no desenvolvimento de infraestrutura para recebimento dos turistas de forma que haja uma melhor acomodação para o público que visita a região, que são a maioria compostos por europeus (muitos vindos da frança), e de pessoas vindas da América do norte.

## Atrações turísticas
| Principais destinos visitados pelos turistas estrangeiros na Região Norte do Brasil em 2005 Ranking dos 10 mais populares segundo o motivo da viagem | Principais destinos visitados pelos turistas estrangeiros na Região Norte do Brasil em 2005 Ranking dos 10 mais populares segundo o motivo da viagem | Principais destinos visitados pelos turistas estrangeiros na Região Norte do Brasil em 2005 Ranking dos 10 mais populares segundo o motivo da viagem | Principais destinos visitados pelos turistas estrangeiros na Região Norte do Brasil em 2005 Ranking dos 10 mais populares segundo o motivo da viagem | Principais destinos visitados pelos turistas estrangeiros na Região Norte do Brasil em 2005 Ranking dos 10 mais populares segundo o motivo da viagem | Principais destinos visitados pelos turistas estrangeiros na Região Norte do Brasil em 2005 Ranking dos 10 mais populares segundo o motivo da viagem | Principais destinos visitados pelos turistas estrangeiros na Região Norte do Brasil em 2005 Ranking dos 10 mais populares segundo o motivo da viagem | Principais destinos visitados pelos turistas estrangeiros na Região Norte do Brasil em 2005 Ranking dos 10 mais populares segundo o motivo da viagem | Principais destinos visitados pelos turistas estrangeiros na Região Norte do Brasil em 2005 Ranking dos 10 mais populares segundo o motivo da viagem |
| --- | --- | --- | --- | --- | --- | --- | --- | --- |
| Lazer | Lazer | Lazer | Negócios, eventos e convenções | Negócios, eventos e convenções | Negócios, eventos e convenções | Outros | Outros | Outros |
| Posição (2005) | Destino | % | Posição (2005) | Destino | % | Posição (2005) | Destino | % |
| 1º | Manaus | 24,6 | 1º | Manaus | 37 | 1º | Manaus | 33,7 |
| 2º | Belém | 21,4 | 2º | Belém | 31,5 | 2º | Belém | 30,4 |
| 3º | Santarém | 9,7 | 3º | Palmas | 7,3 | 3º | Parintins | 6,4 |
| 4º | Parintins | 8,3 | 4º | Boa Vista | 5,4 | 4º | Santarém | 6,3 |
| 5º | Rio Branco | 8,2 | 5º | Porto Velho | 4,1 | 5º | Rio Branco | 5,1 |
| 6º | Macapá | 7,4 | 6º | Rio Branco | 3,9 | 6º | Palmas | 4,6 |
| 7º | Boa Vista | 6,4 | 7º | Marabá | 3,5 | 7º | Porto Velho | 4,0 |
| 8º | Porto Velho | 5,8 | 8º | Itacoatiara | 3,0 | 8º | Salinópolis | 3,6 |
| 9º | Palmas | 5,4 | 9º | Santarém | 2,5 | 9º | Bragança | 3,4 |
| 10º | Presidente Figueiredo | 2,8 | 10º | Araguaína | 1,8 | 10º | Iranduba | 2,5 |

A Região Norte tem especial vocação no eco-turismo, por abrigar a maior parte da mais colossal floresta tropical do planeta — a Floresta Amazônica — tendo em seu pacote sua vasta flora, fauna, corredeiras, contatos com indígenas primitivos e trilhas; abrange ainda os maiores rios do mundo, em especial o rio Amazonas, que chega a alcançar cinquenta quilômetros de largura durante o período chuvoso.
- Centro Histórico
  - de Belém
  - de Boa Vista
  - de Macapá
  - de Manaus
  - de Rio Branco
- Carnaval de Manaus
- Encontro das águas
- Festival da Canção de Itacoatiara (Fecani)
- Festival de Ciranda de Manacapuru
- Festival Folclórico de Parintins
- Rio Amazonas
- Fortaleza de São José de Macapá
- Mercado Central de Macapá
- Monte Roraima
- Parque Nacional de Anavilhanas
- Pico da Neblina
- São Gabriel da Cachoeira
- Serra do Tepequém
- Cachoeiras
  - de Santo Antônio em Laranjal do Jari
  - do Sucuriju em Mazagão
  - de Presidente Figueiredo
  - de Uiramutã
- Pesca esportiva
- Alter do Chão (Santarém)

## Estados
Estados da região norte do Brasil:
- Acre (830.018 habitantes)
- Amapá (733.759 habitantes)
- Amazonas (4,2 milhões de habitantes)
- Pará (8,12 milhões de habitantes)
- Rondônia (1,581 milhão de habitantes)
- Roraima (636.707 habitantes)
- Tocantins (1,511 milhão de habitantes)